# Szászpéntek
Szászpéntek (Névváltozat: Péntek, románul: Pinticu, német és szászul Pintak) település Romániában, Beszterce-Naszód megyében.

## Fekvése
Romániában, Szászrégentől északnyugatra, Teke északi szomszédjában fekvő település.

## Története
Nevét az oklevelek 1228-ban említették először a széplaki uradalommal kapcsolatban. 1322-ben Penthwk, 1332-ben Pintuch, Byntuk, Pintuk, Penung, Pinkuk, Pentyk, Poutok neveken fordult elő.
1228-ban a francia eredetű Kökényesrénold nemzetség-hez tartozó Kökényes ispán birtoka volt, kinek eredetileg Nógrád vármegyében voltak birtokai.
1322-ben Kökényes Rénold utód nélkül halt el, ezért a király a birtokot Kacsics nemzetségbeli Mihály fia Simon székely ispánnak adta.
Szászpéntek (Péntek) 1335-ben mezőváros volt. Papja ez évben 15 garas pápai tizedet fizetett.

## Nevezetességek
- Vár – a falutól ÉK-re, 2 km-re a Cetățuie-hegyen láthatók a középkori vár maradványai.